# Juan Carlos Corazza
Juan Carlos Corazza (Adelia María, departamento de Río Cuarto, Argentina 1959) es director de teatro y maestro de actores argentino afincado en España desde 1990. Es creador y director del Estudio Corazza para el Actor en Madrid.

## Biografía

### Comienzos en Argentina
Siendo adolescente se inicia como actor en el Teatro Municipal de Río Cuarto. Con 17 años se traslada a Buenos Aires para matricularse en el Conservatorio de Arte Dramático. Impactado por la dirección de Carlos Gandolfo en la obra teatral El gran deschave, con Federico Luppi, Corazza se inscribe en su Estudio para la preparación del Actor.
Su maestro más relevante fue Carlos Gandolfo. También estudió con Augusto Fernandes y Susana Rivara de Mildermann.
Durante su periodo de formación, Corazza se inicia como profesor de interpretación en el Estudio de Gandolfo y trabaja como actor en proyectos de teatro, cine y televisión.
Su trabajo interesa a Katrina Bayonas, de la agencia de representación de actores Kuranda, en Madrid. Bayonas propone a Corazza realizar un seminario para actores profesionales en España. [cita requerida] Al mismo tiempo, recibe la invitación del Centro Andaluz de Teatro, en Sevilla, para dirigir una obra.[cita requerida]

### Desarrollo en España
Tras dirigir y enseñar en Sevilla, en septiembre de 1990 crea en Madrid el Estudio Corazza para el Actor. Entrena a algunos de sus alumnos como profesores de interpretación para su equipo. En los años siguientes, el Estudio se consolida como escuela de Interpretación, con cursos regulares y seminarios para profesionales.
En Madrid, Corazza se forma en Gestalt y en Análisis y Conducción de Grupos en la Escuela Madrileña de Terapia Gestalt. Completa todos los niveles del Programa SAT creado por Claudio Naranjo, y es colaborador de este Programa en diferentes países desde 1995.

## Estudio Corazza para el Actor
El programa de formación del Estudio incluye: formación regular, planes especiales para extranjeros, seminarios, cursos para adolescentes, diferentes modalidades de entrenador de actuación, talleres de investigación para actores profesionales. Colaboran profesionales internacionales como: Augusto Fernándes, Jean Guy Lecat, Bruce Meyers, Yoshi Oída, Andrea Haring, Antonio Ocampo.
También destacan sus Masterclass y seminarios internacionales para profesionales en Italia, México, Brasil, Chile, Rusia.
En 27 años de actividad, en el Estudio se han entrenado actores como Javier Bardem, Alicia Borrachero, Manuel Morón, Consuelo Trujillo, Elena Anaya, Ben Temple, Silvia Abascal, Sergio Peris-Mencheta, Margarita Rosa de Francisco, Ana Gracia, Susi Sánchez,  Roberto Enríquez, Rafa Castejón, Paula Soldevila, Manuela Velasco, Javier Godino, María Vázquez, Víctor Duplá, Juana Acosta, Alberto Ammann, Tamar Novas, Alba Flores, Marta Larralde, Berta Ojea, Javier Albalá, María Isasi, Pepe Lorente, Jan Cornet, Xenia Reguant, Alicia Sanz, Ana Milán, Ana Rujas entre otros muchos.
En sus seminarios se han entrenado Ángela Molina, Toni Cantó, Miguel Ángel Muñoz, Miguel Ángel Silvestre, Belinda Washington, Félix Gómez, Jorge Suquet, Julián Villagrán, Silvia Marty, Felipe Vélez, Ramón Pujol, Patricia Rivadeneira, Francesco Scianna, Valentina Carnelutti, Attilio Fontana, Cauá Reymond, Grazi Massafera, Nathalia Dill, entre otros.

## Entrenador de actuación
En la labor de Corazza como entrenador de actuación destacan sus trabajos con Javier Bardem para películas como Mar Adentro de Alejandro Amenábar, Biutiful de Alejandro González Iñárritu, Skyfall de Sam Mendes o No Country for Old Men de los hermanos Coen, por la que el actor obtuvo el Oscar a Mejor Actor de Reparto en 2007.
También ha preparado a Elena Anaya y Jan Cornet para La piel que habito de Pedro Almodóvar (Premios Goya a mejor actriz y actor revelación en 2012), a Carmen Elías  para Camino de Javier Fesser (Goya a mejor actriz protagonista en 2008) y a Alberto Ammann para Celda 211 de Daniel Monzón (actor revelación en los Goya de 2009).

## Director de Teatro
Corazza ha dirigido y/o producido obras del teatro universal en Madrid y otras ciudades del mundo. Su investigación pedagógica-artística le ha llevado también a abrir al público el proceso de los ensayos. Espectáculos en los que frente al público dirige a los actores, en la creación de los personajes y en la puesta en escena.
Actualmente desarrolla su labor como director en el proyecto Teatro de la Reunión.

## Teatro de la Reunión
Teatro de la Reunión es el proyecto pedagógico- artístico del Estudio Corazza para el Actor que presenta al público dos tipos de producciones: producciones con la compañía profesional y talleres-montajes, donde el proceso creativo se muestra al público en ensayos abiertos.

### Producciones
- Cambio de Marea (1993-1994). Textos de Ernest Hemingway, Federico García Lorca y Yalal Al-Din Rumi. Adaptación, Dirección y Producción
- Acreedores (1993-1994) de August Strindberg. Adaptación, Escenografía, Dirección y Producción
- Mucho ruido y pocas nueces (1997-1998) de William Shakespeare. Adaptación, Dirección y Producción
- Mujeres al vapor (1999-2000) de Nell Dunn. Escenografía y Producción
- Señorita Julia (2001-2002) de August Strindberg. Adaptación y Dirección. Participó en el Festival de Otoño 2001 en Madrid.
- Evocando Yerma (2010-2011). Basado en Yerma de Federico García Lorca. Adaptación, Dirección y Producción. Participó en el Año Dual España-Rusia 2011  en el Teatro Meyerhold, en Moscú.
- Comedia y Sueño, la mentira más hermosa (2011-2012). Espectáculo basado en Comedia Sin Título de Federico García Lorca y escenas de Sueño de una Noche de Verano de William Shakespeare. Adaptación, Dirección y Producción. Participó en el Año Dual España-Rusia 2011 en el Teatro Meyerhold, en Moscú; en el Festival de Otoño 2013 en Madrid, y en Chile por la conmemoración del 40 aniversario del Golpe de Estado en 2013 en el Centro Gabriela Mistral (GAM) de Santiago de Chile.
- Hambre, Locura y Genio (2014-2015). Basado en Débito y Crédito y El Pelícano de August Strindberg. Adaptación, Dirección y Producción. Presentado en el Centro Nacional de las Artes, Teatro Salvador Novo (México DF)

### Talleres-Montajes, ensayos abiertos al público
- Escenas de la Calle (2002). Basado en la obra de Elmer Rice
- Nuestro Pueblo (2003). Basado en la obra de Thorton Wilder
- Despertar de Primavera (2004). Basado en la obra de Frank Wedekind
- Ensayando un Brecht (2005). Basado en Terror y Miseria del Tercer Reich de Bertolt Brecht
- Ensayando Tres Hermanas (2006). Basado en Las Tres Hermanas de Antón Chéjov
- Sueño Sin Título (2007). Basado en Sueño de Una Noche de Verano y Comedia Sin Título, obras de William Shakespeare y Federico García Lorca
- Imágenes de Comedia y Tragedia (2008). Basado en Lisístrata y Las Troyanas, obras de Aristófanes y Eurípides
- Encuentros con Romeo y Julieta (2009). Basado en Romeo y Julieta, de William Shakespeare
- Evocando Yerma (2010). Basado en Yerma de Federico García Lorca
- Una Especie de Locura (2011). Basado en Platonov, de Antón Chéjov
- La Ronda, La Cama y El Texto… (2012). Basado en la obra La Ronda de Arthur Schnitzler

Desde abril de 2013 'Teatro de la Reunión' se presenta en el Teatro Conde Duque de Madrid
- Mucho Ruido y Pocas Nueces (2013). Basado en la obra de William Shakespeare
- Los Criminales (2014). Basado en la obra de Ferdinand Bruckner
- Nieve y Arena (2014). Basado en textos de Antón Chéjov y Federico García Lorca
- Ensayando la locura: Strindberg (2014). Obras breves de August Strindberg
- Hijos de Shakespeare (2015). Basado en la obras de William Shakespeare Romeo y Julieta, El mercader de Venecia, Hamlet  y El Rey Lear
- El Lenguaje del Amor (2015). Basado en textos de Federico García Lorca y William Shakespeare.
- Amor e Información (2016). Basado en la obra de Caryl Churchill
- El gran mercado (2017). Basado en la obra El gran mercado del mundo de Pedro Calderón de la Barca
- Hermanxs Shakespeare (2018). Basado en las obras de Noche de reyes, Medida por medida, La fierecilla domada, Como gustéis, La comedia de los errores, Hamlet, El Rey Lear, Ricardo III y Antonio y Cleopatra de William Shakespeare
- Lorca, la raíz del grito (2019). Basado en textos de Federico García Lorca
- ¿Quién soy? (2020). Basado en textos de Garcia Lorca y Shakespeare
- El sueño que gustéis (2021). Basado en las obras Como Gustéis y Sueño de una noche de verano de William Shakespeare
- Pasiones Chejov (2022). Basado en seis obras de Antón Chéjov
- Los comportamientos (2023). Basado en obras de William Shakespeare y de Federico García Lorca
- Soñar, quizás amar (2024). Basado en Las Tres Hermanas de Antón Chéjov

## Filmografía
- El poder de la censura (1983)
- Los tigres de la memoria (1984)
- Todo o nada (1984)
- Darse cuenta (1984)
- Las esclavas (1987)

## Publicaciones
- ‘El arte escénico’ de Constantin S. Stanislavski.[21]
- ‘El teatro como oportunidad’ de Mª Laura Fernández e Isabel Montero.[22]
- ‘GESTALT de vanguardia’ de Claudio Naranjo.[23]
- ‘La actitud del artista’ de Ana Iribas Rudín[24]
- ‘Crear para despertar’. Artículo para la Revista del cine español ‘ACADEMIA’. Nº 216, noviembre-diciembre de 2015[25]
- '34 actores hablan de su oficio' de Arantxa Aguirre[26]

## Reconocimientos y premios
- Premio ICON a la Cultura 2015[27]
- Premio Honorífico del Festival Teatro de Bolsillo 2015, por su destacada trayectoria y aportación a las Artes Escénicas[28]
- Premio Especial de la Unión de Actores 2018[29]

## Disputa con Eric Morris
En 2015, un comunicado publicado en la página web del actor americano Eric Morris denunciaba la apropiación indebida por parte de Juan Carlos Corazza de las técnicas de interpretación explicadas por Morris en sus libros y talleres. Morris manifestó su sorpresa al descubrir, durante una visita a Madrid, que el Estudio Corazza llevaba 25 años enseñando sus técnicas, no solo sin haber acreditado el origen de las mismas, sino impartiéndolas como creaciones propias.